# كرومدراي
كرومدراي (تعني منعطف ملتوي بالأفريقانية) عبارة عن كهف مليء بالحفريات مليء بالبريشيا يقع على بعد حوالي 2 كيلومتر (1.2 ميل) شرق كهوف ستيركفونتاين المعروف بحمل البشر في جنوب إفريقيا وحوالي 45 كيلومتر (28 ميل) شمال غرب جوهانسبرغ، جنوب أفريقيا. تقع داخل موقع التراث العالمي مهد الجنس البشري وهي نفسها أحد مواقع التراث الوطني لجنوب إفريقيا.